# Doris Roberts

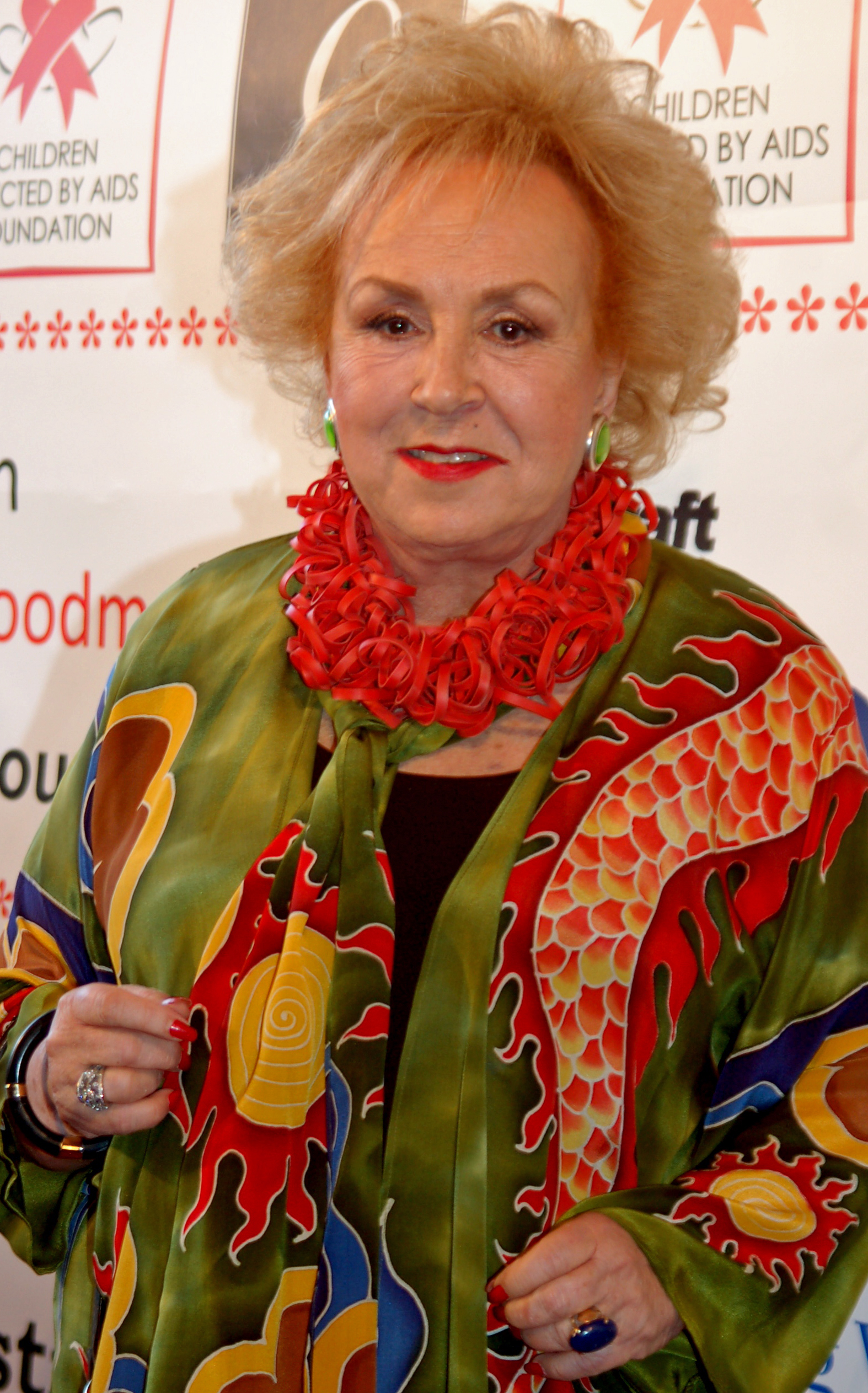
Doris Roberts (2011)

Doris May Roberts (* 4. November 1925 in St. Louis; † 17. April 2016 in Los Angeles) war eine US-amerikanische Schauspielerin. Sie wurde fünfmal mit dem Emmy und einmal mit dem Screen Actors Guild Award ausgezeichnet.

## Leben
Doris Roberts entstammt einer Familie russisch-jüdischer Herkunft. Sie wuchs bei ihrer Mutter Ann Melzer im New Yorker Stadtteil Bronx auf. Die Identität ihres Vaters hat sie nie öffentlich gemacht – er hatte die Familie verlassen, als sie noch ein Kind war. Sie war bis zur Scheidung 1962 mit Michael Cannata verheiratet, von 1963 bis zu seinem Tod 1983 mit dem Schriftsteller William Goyen. Zuletzt lebte sie in Los Angeles in einem ehemaligen Haus des Schauspielers James Dean.
Ihre Schauspielerkarriere begann 1951 mit einem Gastauftritt in der Fernsehserie Starlight Theatre. Es folgten weitere kleinere Rollen in den 1950er Jahren für das Fernsehen und Auftritte am Broadway. 1961 spielte sie in Wilde Knospen erstmals eine Rolle in einem Kinofilm, gefolgt von vielen weiteren, etwa in Barfuß im Park, Keiner killt so schlecht wie ich und Stoppt die Todesfahrt der U-Bahn 123. In späteren Jahren spielte sie vor allem komödiantische Rollen, etwa neben Chevy Chase im Weihnachtsfilm Schöne Bescherung (1989) und als Großmutter in der Komödie Grandma’s Boy (2006). Außerdem verkörperte sie die Titelrolle der zauberhaften Mrs. Miracle bei zwei Fernsehfilmen. Roberts spielte in zahlreichen Filmen und Fernsehserien mit; ihr Schaffen umfasst mehr als 150 Produktionen.
Die Bekanntheit der Schauspielerin beruhte in erster Linie auf ihren Rollen in zwei amerikanischen Fernsehserien: In Remington Steele (1983–1987) verkörperte sie die resolute Sekretärin Mildred Krebs, und in Alle lieben Raymond (1996–2005) spielte sie Marie Barone, die Mutter des Protagonisten. Für letztere gewann sie viermal den Emmy als beste Nebendarstellerin in einer Comedyserie. 1989 hatte sie einen Gastauftritt in der Serie Full House als Danny Tanners Mutter.
Doris Roberts engagierte sich neben der Schauspielerei unter anderem für die Bekämpfung der Altersdiskriminierung im Filmgeschäft und für die Unterstützung von HIV-positiven Kindern. Sie war Kulturbotschafterin der Vereinigten Staaten. 2005 veröffentlichte sie ein „autobiographisches Kochbuch“ Are You Hungry, Dear? Life, Laughs, and Lasagna. 2003 wurde sie mit einem Stern auf dem Hollywood Walk of Fame geehrt. Doris Roberts starb im Alter von 90 Jahren an einem Schlaganfall.

## Filmografie (Auswahl)

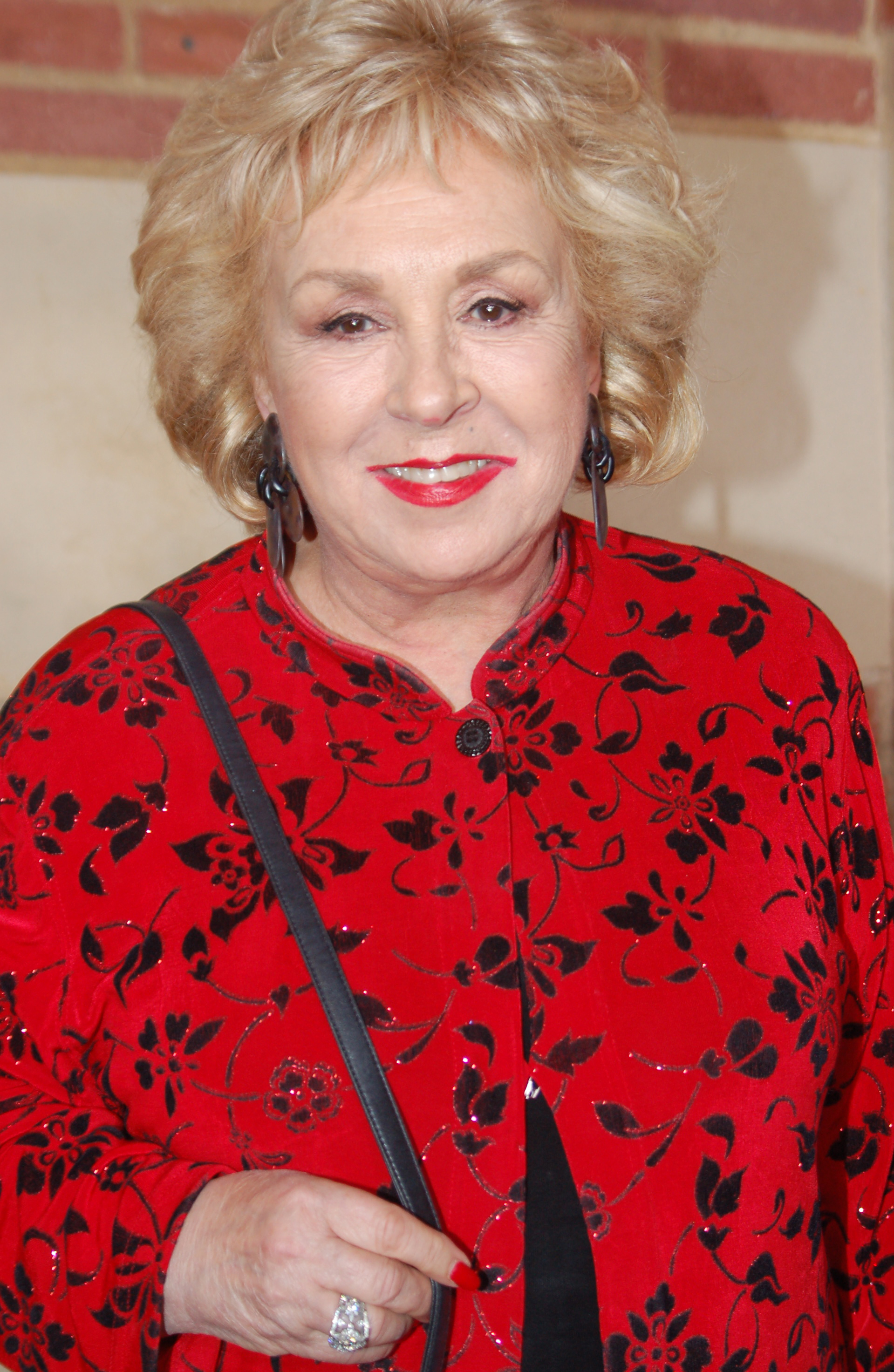
Doris Roberts (2010)

- 1951: Starlight Theatre (Fernsehserie, Folge 2x22)
- 1952: Westinghouse Studio One (Fernsehserie, Folge 4x45)
- 1961: Wilde Knospen (Something Wild)
- 1962/1963: Gnadenlose Stadt (Naked City, Fernsehserie, 2 Folgen)
- 1962/1964: Preston & Preston (The Defenders, Fernsehserie, 2 Folgen)
- 1964: Die Frau seines Herzens (Dear Heart)
- 1967: Barfuß im Park (Barefoot in the Park)
- 1967: Scheidung auf amerikanisch (Divorce American Style)
- 1968: Bizarre Morde (No Way to Treat a Lady)
- 1968: Der schnellste Weg zum Jenseits (A Lovely Way to Die)
- 1970: Honeymoon Killers (The Honeymoon Killers)
- 1971: Kleine Mörder (Little Murders)
- 1971: Keiner killt so schlecht wie ich (A New Leaf)
- 1971: So gute Freunde (Such Good Friends)
- 1972: Pferdewechsel in der Hochzeitsnacht (The Heartbreak Kid)
- 1974: Stoppt die Todesfahrt der U-Bahn 123 (The Taking of Pelham One Two Three)
- 1975: Hester Street
- 1975: Baretta (Fernsehserie, Folge 2x13)
- 1976: All in the Family (Fernsehserie, Folge 6x24)
- 1976: Die Straßen von San Francisco (The Streets of San Francisco, Fernsehserie, 2 Folgen)
- 1976: Eine amerikanische Familie (Family, Fernsehserie, Folge 2x03)
- 1977–1980: Barney Miller (Fernsehserie, 4 Folgen)
- 1978: Vor den Augen der Welt (Ruby and Oswald, Fernsehfilm)
- 1978: Ja, lüg' ich denn? (Rabbit Test)
- 1978: Soap – Trautes Heim (Soap, Fernsehserie, 4 Folgen)
- 1978: Ein Mann, eine Frau und ein Film in Paris (Once in Paris)
- 1979: Good Luck, Miss Wyckoff
- 1979: The Rose
- 1979–1980: Angie (Fernsehserie, 36 Folgen)
- 1979/1981: Fantasy Island (Fernsehserie, 2 Folgen)
- 1980: Das Tagebuch der Anne Frank (The Diary of Anne Frank, Fernsehfilm)
- 1980/1981: Boomer, der Streuner (Here's Boomer, Fernsehserie, 2 Folgen)
- 1980–1984: Love Boat (The Love Boat, Fernsehserie, 3 Folgen)
- 1981–1982: Maggie (Fernsehserie, 8 Folgen)
- 1982: Chefarzt Dr. Westphall (St. Elsewhere, Fernsehserie, Folge 1x04)
- 1983–1987: Remington Steele (Fernsehserie, 71 Folgen)
- 1983/1988: Cagney & Lacey (Fernsehserie, 2 Folgen)
- 1985: Kalifornien, ich komme! (California Girls, Fernsehfilm)
- 1985: Ein Brief mit Konsequenzen (A Letter to Three Wives, Fernsehfilm)
- 1987: Der Berserker (Number One with a Bullet)
- 1987: Besuchen Sie Europa! (If It's Tuesday, It Still Must Be Belgium, Fernsehfilm)
- 1989: Ein Grieche erobert Chicago (Perfect Strangers, Fernsehserie, Folge 4x10)
- 1989: Full House (Fernsehserie, Folge 3x05)
- 1989: Simple Justice – Eine Familie rächt sich (Simple Justice)
- 1989: Schöne Bescherung (National Lampoon’s Christmas Vacation)
- 1989: Crazy Honeymoon – Ein verrückter Hochzeitstrip (Honeymoon Academy)
- 1990: Mord nach Plan (Blind Faith, Miniserie)
- 1990: Ein Wunsch geht in Erfüllung (A Mom for Christmas, Fernsehfilm)
- 1990/1994: Mord ist ihr Hobby (Murder, She Wrote, Fernsehserie, 2 Folgen)
- 1992: Die Herbstzeitlosen (Used People)
- 1993: Die Nacht mit meinem Traummann (The Night We Never Met)
- 1993: Nachtschicht mit John (The John Larroquette Show, Fernsehserie, Folge 1x01)
- 1994: Und die Zeit heilt alle Wunden (A Time to Heal, Fernsehfilm)
- 1994: Eine starke Familie (Step by Step, Fernsehserie, Folge 4x12)
- 1995: Walker, Texas Ranger (Fernsehserie, Folge 3x11)
- 1995: Die Grasharfe (The Grass Harp)
- 1996–2005: Alle lieben Raymond (Everybody Loves Raymond, Fernsehserie, 210 Folgen)
- 1997: Aaahh!!! Monster (Aaahh!!! Real Monsters, Fernsehserie, Folge 4x05, Sprechrolle)
- 1998: My Giant – Zwei auf großem Fuß (My Giant)
- 1999: King of Queens (The King of Queens, Fernsehserie, Folge 1x19)
- 2000: Die einzig wahre Liebe (One True Love, Fernsehfilm)
- 2002: Ein Hauch von Himmel (Touched by an Angel, Fernsehserie, Folge 8x19)
- 2003: Lizzie McGuire (Fernsehserie, Folge 2x29)
- 2003: Dickie Roberts: Kinderstar (Dickie Roberts: Former Child Star)
- 2004: Familie auf Umwegen (Raising Waylon)
- 2006: Grandma’s Boy
- 2006: I-See-You.Com
- 2007: Criminal Intent – Verbrechen im Visier (Criminal Intent, Fernsehserie, Folge 6x12 Adel vernichtet)
- 2009: Play the Game
- 2009: Die Noobs – Klein aber gemein (Aliens in the Attic)
- 2009: Mrs. Miracle – Ein zauberhaftes Kindermädchen (Debbie Macomber's Mrs. Miracle, Fernsehfilm)
- 2010: Mrs. Miracle 2 – Ein zauberhaftes Weihnachtsfest (Debbie Macomber’s Call Me Mrs. Miracle, Fernsehfilm)
- 2010–2011: The Middle (Fernsehserie, 3 Folgen)
- 2011: Grey’s Anatomy (Fernsehserie, Folge 7x19 Ein langer Weg zurück)
- 2011: Hot in Cleveland (Fernsehserie, Folge 2x16)
- 2011: Phineas und Ferb: Quer durch die 2. Dimension (Phineas and Ferb The Movie: Across the 2nd Dimension, Fernsehfilm, Sprechrolle)
- 2012: Desperate Housewives (Fernsehserie, Folge 8x20 Machtverlust)
- 2012: Madea’s Witness Protection
- 2013: Major Crimes (Fernsehserie, Folge 2x09 Trautes Heim)
- 2013–2014: Melissa & Joey (Fernsehserie, 3 Folgen)
- 2014: Die kleinen Superstrolche retten den Tag (The Little Rascals Save the Day)
- 2015: Merry Kissmas (Fernsehfilm)
- 2016: JOB's Daughter
- 2018: Zizi and Honeyboy (Kurzfilm)

## Publikationen
- Are You Hungry, Dear? Life, Laughs, and Lasagna. St. Martin’s Press, 2003, ISBN 978-0-312-31226-8.